# Tiguino
Tiguino (en rus: Тигино) és un poble del krai de Krasnoiarsk, a Rússia, segons el cens del 2010 tenia 323 habitants. Pertany al districte municipal de Bolxaia Murtà.